# Synagoga w Tarnowie (ul. Goldhammera 1)
Synagoga przy ul. Goldhammera 1 w Tarnowie – ostatni czynny dom modlitwy wyznawców judaizmu w Tarnowie, zlikwidowany w 1993 roku.

## Historia
Dom modlitwy został założony w na początku lat 60. XX wieku w mieszkaniu Abrahama Ladnera, na pierwszym piętrze kamienicy przy ul. Goldhammera 1. Jego wyposażenie zostało przeniesione z domu modlitwy mieszczącego się w dawnym hotelu Soldingera przy ul. Goldhammera 3. W latach 80. XX w. zawieszono regularne nabożeństwa, ze względu na brak minjanu. Po nagłej śmierci Abrahama Ladnera w 1993 roku synagoga została zlikwidowana. Jej sprzęt liturgiczny przewieziono do Gminy Wyznaniowej Żydowskiej w Krakowie, a drewniany Aron ha-kodesz, bimę, pulpit kantora, dwie ławy oraz bogaty księgozbiór trafiły do Muzeum Ziemi Tarnowskiej w Tarnowie.